# 코나미스타일
코나미스타일(konamistyle)은 코나미가 일본과 미국에서 운영하는 온라인 쇼핑몰이다.
코나미 그룹 및 관련 기업의 게임 소프트, 완구, 일러스트, 음반 등을 판매하고있다.